# Stadion Partizana
Das Stadion Partizana (serbisch-kyrillisch Стадион Партизана; „Stadion Partizans“, ehemals Stadion Jugoslovenske narodne armije bzw. Stadion JNA; „Stadion der Jugoslawische Volksarmee“), auch als Stadion FK Partizan bezeichnet, ist das Fußballstadion des traditionsreichen Belgrader Fußballklubs Partizan Belgrad. Es verfügt über eine Leichtathletikanlage und ist mit 32.710 Sitzplätzen, darunter sind 1.204 V.I.P.-Sitze und 216 Presseplätze, das zweitgrößte Fußballstadion in Serbien bzw. eines der größten in Südosteuropa.
Das Partizan-Stadion trägt auch den Beinamen Hram fudbala, was auf deutsch Fußballtempel bedeutet. Neben dem Stadion Rajko Mitić (früher: Stadion Roter Stern) ist es der zweite Austragungsort der Heimspiele der serbischen Fußballnationalmannschaft in Belgrad. Die Spielstätte des Stadtrivalen Roter Stern liegt nur einen Kilometer Fußweg südöstlich vom Stadion Partizana entfernt.

## Geschichte
Die Arbeiten am Stadion begannen kurz nach dem Zweiten Weltkrieg im Jahr 1948 und ein Jahr später wurde das erste Spiel in der Sportstätte ausgetragen. Die jugoslawische Fußballnationalmannschaft trat am 9. Oktober 1949 in der Qualifikation zur Fußball-Weltmeisterschaft 1950 gegen Frankreich an. Die Partie endete mit einem 1:1-Unentschieden. Die offizielle Einweihung der Anlage fand erst am 22. Dezember 1951 statt. Zunächst war es nach der Jugoslawischen Volksarmee benannt. Es bot ursprünglich 55.000 Zuschauern Platz. Dem ehemaligen sozialistischen Jugoslawien und der Führung von Präsident Tito diente das Stadion ab Mitte der 1950er Jahre bis 1987, an jedem 25. Mai als Austragungsort für die Parade zum Tag der Jugend. Der Rivale Roter Stern Belgrad war vier Spielzeiten im Stadion Partizana ansässig, bis das neue Stadion Roter Stern im Jahr 1963 fertiggestellt war. 1957 wurde die erste elektronische Anzeigetafel installiert, die bis 2012 in Betrieb war. 1998 erfolgte der Umbau des Stadions zur Anpassung an die UEFA-Sicherheitsverordnungen und -Komfortstandards.

## Umbau
Das Stadion ist in seinem jetzigen Zustand teilweise baufällig. Schon mehrere Male wurde seitens der Vereinsführung der Ausbau des Stadionkomplexes versprochen, bisher jedoch nicht umgesetzt. Für den Um- und Ausbau veranschlagte ein Schweizer Architektenbüro mehrere Millionen Euro. Neben dem neuen Stadion für 36.000 Zuschauer sollen auf einem 12,5 Hektar großen Areal unter anderem ein Multiplex-Kino, ein 5-Sterne Hotel, ein unterirdisches Einkaufszentrum, ein Parkhaus, neun Tennisplätze und ca. 400 Wohnungen entstehen.

## Galerie

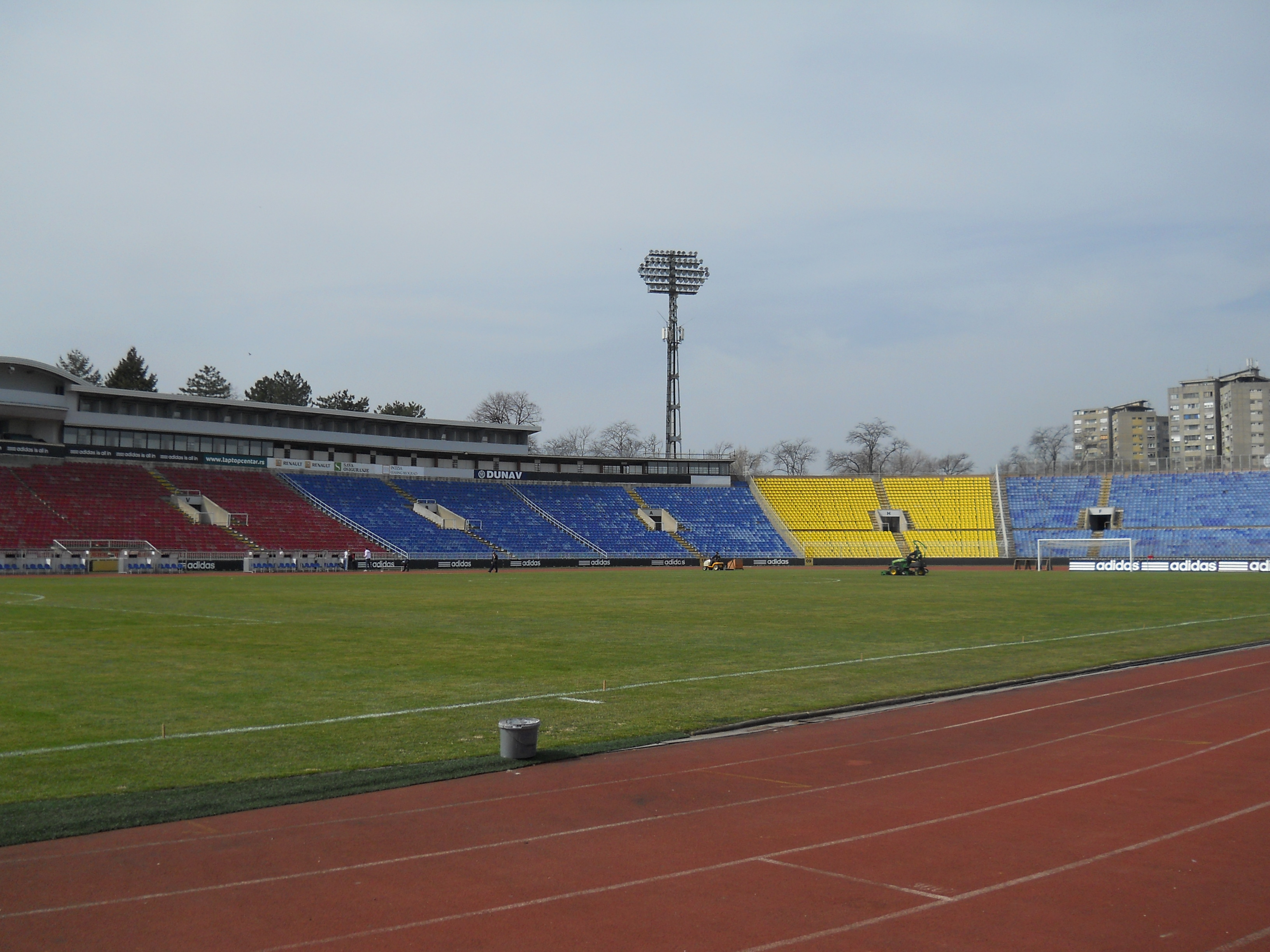
Der Innenraum 2011
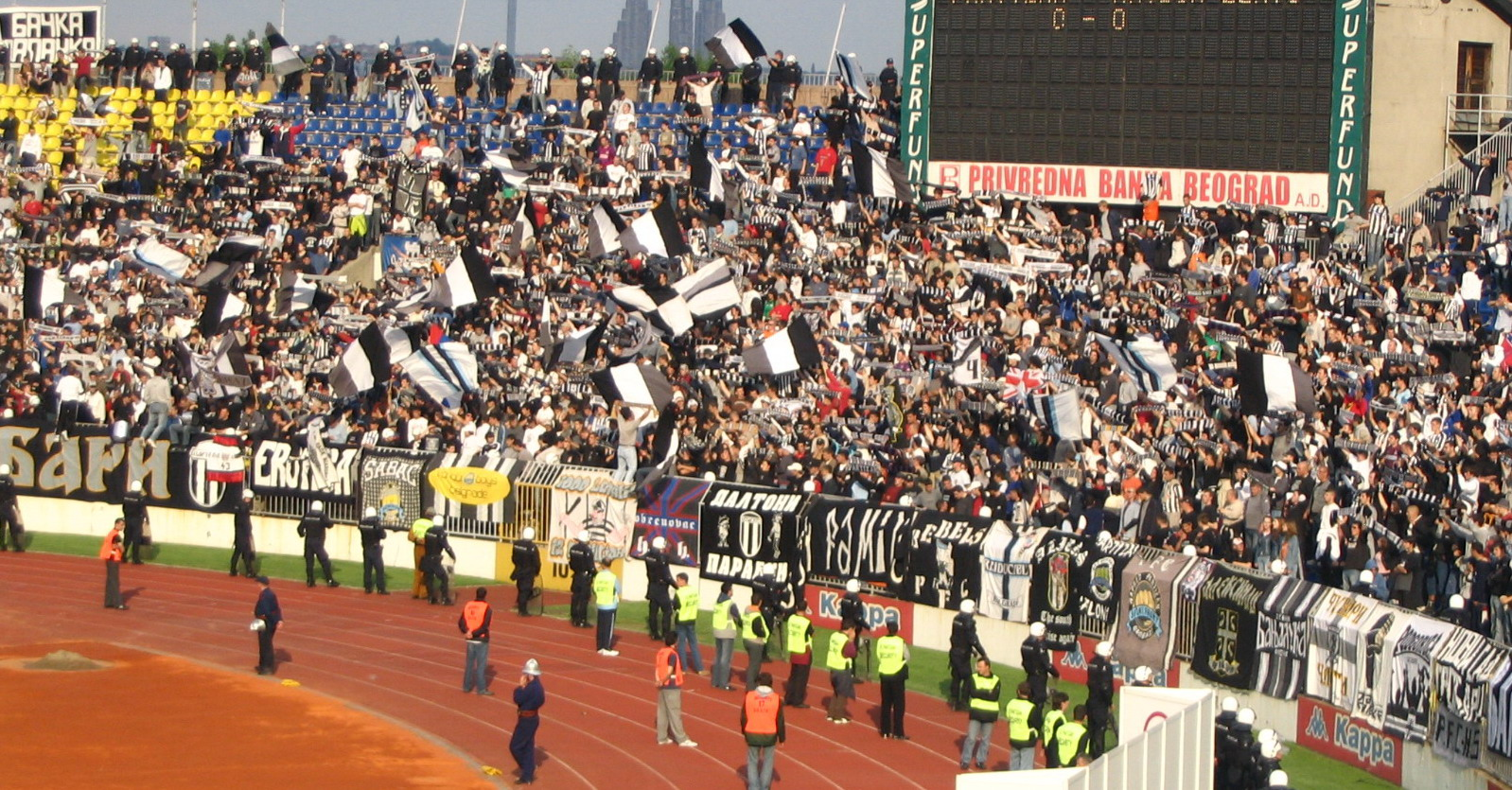
Partizan-Fans feiern auf der Tribüne 2005 den 19. Meistertitel